# Salvador Hernández
Salvador Hernández (ur. 31 lipca 1961) – meksykański judoka. Olimpijczyk z Seulu 1988, gdzie zajął czternaste miejsce w kategorii ekstralekkiej do 60 kg.
Brązowy medalista mistrzostwa panamerykańskich w 1986 i 1992. Zdobył dwa medale na igrzyskach Ameryki Środkowej i Karaibów, srebrny w 1986 i brązowy w 1982 roku.

## Letnie Igrzyska Olimpijskie 1988
| Konkurencja      | Walki                  | Walki                   | Klas. końcowa |
| Konkurencja      | 1/16                   | 1/8                     | Miejsce       |
| ---------------- | ---------------------- | ----------------------- | ------------- |
| waga ekstralekka | Michel Nakouze (LIB) W | Shinji Hosokawa (JPN) P | druga runda   |